# トナリエ四日市
トナリエ四日市（トナリエよっかいち）は三重県四日市市にある複合商業施設である。
ここでは前身であるアムスクエア、ララスクエア四日市（ララスクエアよっかいち）についても述べる。

## 概要
四日市市立博物館や都ホテル 四日市に隣接し、近鉄四日市駅からも徒歩5分と非常に近い位置に立地している。四日市市の中心部に位置するが1,000台余りの車を収容する立体駐車場・地下駐車場があり、駐輪台数も250台駐めることができる。
なお、隣接しているじばさん三重、都ホテルとはつながっており、外に出ずに往来することができる構造になっている。

## 概歴
1982年（昭和57年）に日永地区に移転した三重県立四日市工業高等学校跡地、近鉄四日市駅西側街区を四日市市（四日市市土地開発公社）が三重県より購入。1987年（昭和62年）1月、四日市市は総面積27,000m2のうち15,000m2を民間公募で開発することを発表した。その際、複合商業施設、シティホテル、駐車場の3つを備えることという条件を提示し、4つの共同企業体が応募した。同年9月に四日市市開発公募委員会は三井不動産とフジタ工業の案を採用することを決した。その結果、公園、博物館と共に一体開発することとなった。
1991年（平成3年）11月3日、松坂屋四日市店を核店舗として開業。商業棟・ホテル棟・立体駐車場棟からなる大型複合施設であった。四日市市ではアムスクエア開業に刺激を受け、他の商業施設でも増床や新規開業が相次いだ。
しかし、開業してわずか10年後である2001年（平成13年）に松坂屋が撤退。以降は専門店だけで営業していたものの、2002年（平成14年）7月にそれらの店舗も閉店し、全館閉店となった。
アムスクエア閉館後、2004年（平成16年）3月から2005年（平成17年）3月にかけて三井不動産グループによる再開発が行なわれ、2004年（平成16年）11月20日には映画館（109シネマズ四日市店）とゲームセンターなど、4-6階の上層階を先行開業し「アムスクエア」が再オープンし、四日市市の中心市街地活性化促進奨励も背景にあり、翌2005年（平成17年）3月12日にはアピタ四日市店をはじめ、各テナントの入居が決まったため、三井不動産商業マネジメント運営による「ララスクエア四日市」として全館グランドオープンをはたした。なお、前身のアムスクエアにも名前に「スクエア」とあるが、これは偶然である。
2021年（令和3年）1月18日より、日本エスコン（現：エスコン。中部電力グループ）が取得し、施設名称を「tonarie（トナリエ）四日市」に変更した。

## 定期イベント
毎月第二日曜日に4階イベントスペースでキッズステージ（未成年によるダンスショー等）が開催されている。キッズステージ終了後にご当地アイドルの4-sailsの定期ライブが行われている。

## 入居テナント
当施設のテナントは出店形態で「アピタゾーン」「専門店ゾーン」「飲食店ゾーン」に分けられる。
1階にはアピタが入居しており、アピタゾーンとして各店舗を出店している。かつては2階と3階もアピタが入居していたが、2024年（令和6年）現在、2階がUDリテール運営のドン・キホーテ、3階はコジマ×ビックカメラが入居している。
また、6階には成人映画館であるロッポニカ四日市を除いて市内唯一の映画館（シネマコンプレックス）である109シネマズ四日市が出店している。